# معركة بحرية في خليج نابولي
معركة بحرية في خليج نابولي هي لوحة زيتية رسمها بيتر بروخل الأكبر في الفترة من 1558 - 1562، اللوحة حالياً ضمن مقتنيات معرض دوريا بامفيلي في روما.